# ゲティ・センター・トラム
ゲティ・センター・トラム（英: Getty Center Tram）は、アメリカ合衆国カリフォルニア州ロサンゼルス市にあるJ・ポール・ゲティ美術館にて稼働中のオーティス・ホバーによる移動設備である。
ピープルムーバー6両を3両編成の2編成に分けた車両を有する、電化ケーブル駆動の浮上列車である。

## 歴史
1988年に既に計画されていたこの鉄道路線は、ゲティ・センターの開館に続いて1997年末に開業した。

## 経路
ロサンゼルス市のウェストサイド地域にあるブレントウッドの北側に位置する当路線は、高速道路の駐車場からJ・ポール・ゲティ美術館を含むゲティ・センターまでを結んでいる。
乗車時間は約3〜4分で、距離は約 1.21 km (0.75 mi) ある。
丘の底にある麓駅（北緯34度05分15.8秒 西経118度28分32.8秒 / 北緯34.087722度 西経118.475778度）はセプルベダ通りおよびサンディエゴ高速道路のそばにある。
丘の頂上にある頂上駅（北緯34度04分42.1秒 西経118度28分29.9秒 / 北緯34.078361度 西経118.474972度）はゲティ・センターの到着広場にあり、構造の一部となっている。
当路線はゲティ・センター・ドライブを辿るように進み、中間に交換線がある。

## ギャラリー
- 頂上駅の景観
- 麓駅のプラットホーム
- 麓駅から発車する列車